# Danh sách cầu thủ tham dự giải vô địch bóng đá U-17 thế giới 1991

## Bảng A

### Ý
Huấn luyện viên:  Sergio Vatta
| Số | Vt | Cầu thủ               | Ngày sinh (tuổi)            | Số trận | Câu lạc bộ     |
| -- | -- | --------------------- | --------------------------- | ------- | -------------- |
| 1  | TM | Diego Mainardis       | 8 tháng 1, 1975 (16 tuổi)   |         | Juventus       |
| 2  | HV | Alessandro Rinaldi    | 23 tháng 11, 1974 (16 tuổi) |         | Lazio          |
| 3  | HV | Alessandro Birindelli | 12 tháng 11, 1974 (16 tuổi) |         | Empoli         |
| 4  | HV | Luigi Sartor          | 30 tháng 1, 1975 (16 tuổi)  |         | Juventus       |
| 5  | HV | Daniele Giraldi       | 6 tháng 11, 1974 (16 tuổi)  |         | Fiorentina     |
| 6  | TV | Francesco Tortorelli  | 17 tháng 9, 1974 (16 tuổi)  |         | Milan          |
| 7  | TĐ | Alessandro Del Piero  | 9 tháng 11, 1974 (16 tuổi)  |         | Padova         |
| 8  | TV | Marco Caputi          | 14 tháng 11, 1974 (16 tuổi) |         | Roma           |
| 9  | TĐ | Eddy Baggio           | 23 tháng 9, 1974 (16 tuổi)  |         | Fiorentina     |
| 10 | TV | Ivano Della Morte     | 13 tháng 10, 1974 (16 tuổi) |         | Torino         |
| 11 | TV | Mirco Poloni          | 18 tháng 9, 1974 (16 tuổi)  |         | Atalanta       |
| 12 | TM | Matteo Sereni         | 11 tháng 2, 1975 (16 tuổi)  |         | Sampdoria      |
| 13 | TĐ | Giovanni Chiummiello  | 6 tháng 9, 1974 (16 tuổi)   |         | Fiorentina     |
| 14 | TĐ | Maurizio Sala         | 20 tháng 2, 1975 (16 tuổi)  |         | Sampdoria      |
| 15 | HV | Fabio Moro            | 13 tháng 7, 1975 (16 tuổi)  |         | Milan          |
| 16 | HV | Mirko Conte           | 12 tháng 8, 1974 (17 tuổi)  |         | Internazionale |
| 17 | TV | Rosario Cerminara     | 7 tháng 10, 1974 (16 tuổi)  |         | Udinese        |
| 18 | TV | Graziano Larusso      | 27 tháng 8, 1974 (16 tuổi)  |         | Bologna        |

### Hoa Kỳ
Huấn luyện viên:  Roy Rees
| Số | Vt | Cầu thủ          | Ngày sinh (tuổi)            | Số trận | Câu lạc bộ                 |
| -- | -- | ---------------- | --------------------------- | ------- | -------------------------- |
| 1  | TM | Kyle Campbell    | 19 tháng 4, 1975 (16 tuổi)  |         | La Jolla Nomads            |
| 2  | HV | Matt McKeon      | 24 tháng 9, 1974 (16 tuổi)  |         | Unattached                 |
| 3  | HV | Michael Dunne    | 19 tháng 5, 1975 (16 tuổi)  |         | Sockers FC                 |
| 4  | TV | Gabe Serda       | 15 tháng 6, 1975 (16 tuổi)  |         | Internacionale San Antonio |
| 5  | TĐ | Temoc Suarez     | 19 tháng 4, 1975 (16 tuổi)  |         | Charleston Battery         |
| 6  | TĐ | Cesar Torres     | 24 tháng 2, 1975 (16 tuổi)  |         | Unattached                 |
| 7  | HV | Shawn Bryden     | 19 tháng 10, 1974 (16 tuổi) |         | Texans                     |
| 8  | HV | Julio Guzmán     | 5 tháng 2, 1975 (16 tuổi)   |         | Miami FC                   |
| 9  | TV | Mike Slivinski   | 31 tháng 10, 1974 (16 tuổi) |         | Unattached                 |
| 10 | TĐ | Mark Jonas       | 17 tháng 10, 1974 (16 tuổi) |         | Bethesda                   |
| 11 | TV | Nelson Vargas    | 6 tháng 8, 1974 (17 tuổi)   |         | Emerson Express            |
| 12 | TV | Albertin Montoya | 19 tháng 2, 1975 (16 tuổi)  |         | Unattached                 |
| 13 | TĐ | Shohn Beachum    | 5 tháng 7, 1975 (16 tuổi)   |         | ISA United                 |
| 14 | HV | Roy Gmitter      | 2 tháng 8, 1974 (17 tuổi)   |         | Santa Rosa United          |
| 15 | HV | Mike Fisher      | 28 tháng 5, 1975 (16 tuổi)  |         | Sockers FC                 |
| 16 | TV | Brian Kelly      | 6 tháng 10, 1974 (16 tuổi)  |         | Delco FC                   |
| 17 | HV | Will Kohler      | 13 tháng 3, 1975 (16 tuổi)  |         | Narberth                   |
| 18 | TM | Sal Fontana      | 11 tháng 4, 1975 (16 tuổi)  |         | Bohemia 74                 |

### Trung Quốc
Huấn luyện viên:  Zhu Guanghu
| Số | Vt | Cầu thủ     | Ngày sinh (tuổi)            | Số trận | Câu lạc bộ   |
| -- | -- | ----------- | --------------------------- | ------- | ------------ |
| 1  | TM | Yao Jian    | 30 tháng 9, 1974 (16 tuổi)  |         | Beijing      |
| 2  | HV | Chen Gang   | 7 tháng 11, 1974 (16 tuổi)  |         | Qingdao      |
| 3  | TV | Zhu Qi      | 24 tháng 10, 1974 (16 tuổi) |         | Shanghai     |
| 4  | TV | Gao Fei     | 29 tháng 9, 1974 (16 tuổi)  |         | Tianjin      |
| 5  | HV | Xiao Jian   | 26 tháng 11, 1974 (16 tuổi) |         | Bayi         |
| 6  | HV | Huang Yi    | 26 tháng 10, 1974 (16 tuổi) |         | Shanghai     |
| 7  | HV | Qiu Zhihua  | 20 tháng 9, 1974 (16 tuổi)  |         | Guangdong    |
| 8  | TV | Hong Maoren | 24 tháng 8, 1974 (16 tuổi)  |         | Nanjing Army |
| 9  | TĐ | Zhuang Yi   | 17 tháng 11, 1974 (16 tuổi) |         | Liaoning     |
| 10 | TĐ | Liang Yu    | 26 tháng 9, 1974 (16 tuổi)  |         | Tianjin      |
| 11 | TĐ | Pan Yi      | 20 tháng 12, 1974 (16 tuổi) |         | Bayi         |
| 12 | TV | Deng Lejun  | 18 tháng 9, 1974 (16 tuổi)  |         | Beijing      |
| 13 | TĐ | Song Aijie  | 4 tháng 10, 1974 (16 tuổi)  |         | Bayi         |
| 14 | TV | Zhang Bin   | 20 tháng 10, 1974 (16 tuổi) |         | Hubei        |
| 15 | TM | Wang Hao    | 7 tháng 9, 1974 (16 tuổi)   |         | Qingdao      |
| 16 | HV | Dong Weiguo | 3 tháng 11, 1974 (16 tuổi)  |         | Guangdong    |
| 17 | TV | Zhang Bo    | 14 tháng 8, 1974 (17 tuổi)  |         | Hubei        |

- Only 17 players in China squad.

### Argentina
Huấn luyện viên:  Reinaldo Merlo
| Số | Vt | Cầu thủ                | Ngày sinh (tuổi)            | Số trận | Câu lạc bộ              |
| -- | -- | ---------------------- | --------------------------- | ------- | ----------------------- |
| 1  | TM | Raul Sanzotti          | 12 tháng 1, 1975 (16 tuổi)  |         | Argentinos Juniors      |
| 2  | HV | Ricardo Castellani     | 23 tháng 5, 1975 (16 tuổi)  |         | River Plate             |
| 3  | HV | Rodolfo Arruabarrena   | 20 tháng 7, 1975 (16 tuổi)  |         | Boca Juniors            |
| 4  | HV | Gustavo Lombardi       | 10 tháng 9, 1975 (15 tuổi)  |         | River Plate             |
| 5  | TV | Silvio Rivero          | 2 tháng 1, 1975 (16 tuổi)   |         | Boca Juniors            |
| 6  | HV | Carlos Chaile          | 14 tháng 1, 1975 (16 tuổi)  |         | Ferro Carril Oeste      |
| 7  | TĐ | Rubén Bernuncio        | 19 tháng 1, 1976 (15 tuổi)  |         | San Lorenzo             |
| 8  | TV | Claudio Husaín         | 20 tháng 11, 1974 (16 tuổi) |         | Vélez Sársfield         |
| 9  | TĐ | Luciano Oliveri        | 9 tháng 7, 1975 (16 tuổi)   |         | Racing Club             |
| 10 | TV | Marcelo Gallardo       | 18 tháng 1, 1976 (15 tuổi)  |         | River Plate             |
| 11 | TV | Juan Sebastián Verón   | 9 tháng 3, 1975 (16 tuổi)   |         | Estudiantes de La Plata |
| 12 | TM | Damián Garófalo        | 12 tháng 4, 1975 (16 tuổi)  |         | Estudiantes de La Plata |
| 13 | HV | Ariel Zapata           | 2 tháng 9, 1974 (16 tuổi)   |         | Estudiantes de La Plata |
| 14 | TĐ | Ángel Morales          | 14 tháng 6, 1975 (16 tuổi)  |         | Independiente           |
| 15 | TĐ | Rubén Comelles         | 4 tháng 4, 1975 (16 tuổi)   |         | Argentinos Juniors      |
| 16 | HV | Juan Manuel Azconzábal | 8 tháng 9, 1974 (16 tuổi)   |         | Estudiantes de La Plata |
| 17 | TV | Christian Akselman     | 17 tháng 8, 1974 (16 tuổi)  |         | Racing Club             |
| 18 | HV | Norberto Alonso        | 27 tháng 1, 1975 (16 tuổi)  |         | River Plate             |

## Bảng B

### Cộng hòa Congo
Huấn luyện viên:  Joachim Fickert
| Số | Vt | Cầu thủ                   | Ngày sinh (tuổi)            | Số trận | Câu lạc bộ    |
| -- | -- | ------------------------- | --------------------------- | ------- | ------------- |
| 1  | TM | Moyere Ngankia            | 1 tháng 10, 1976 (14 tuổi)  |         | Kotoko MFOA   |
| 2  | TĐ | Compaigne Ntsika          | 22 tháng 10, 1974 (16 tuổi) |         | CARA          |
| 3  | TĐ | Hugues Loubaki-Moukandi   | 1 tháng 12, 1974 (16 tuổi)  |         | Diables Noirs |
| 4  | HV | Davy Mboyo                | 28 tháng 11, 1976 (14 tuổi) |         | Kotoko MFOA   |
| 5  | HV | Elie Malonga              | 21 tháng 9, 1975 (15 tuổi)  |         | Club 57       |
| 6  | HV | Christis Milembolo        | 19 tháng 9, 1974 (16 tuổi)  |         | Cérémonial    |
| 7  | TĐ | Ange Kissita              | 5 tháng 2, 1975 (16 tuổi)   |         | US Agip       |
| 8  | TV | Jaures Bitambiki          | 27 tháng 6, 1975 (16 tuổi)  |         | Club 57       |
| 9  | HV | Roland Buitys             | 15 tháng 8, 1974 (17 tuổi)  |         | Kotoko MFOA   |
| 10 | TV | Patrick Tchicaya          | 14 tháng 10, 1974 (16 tuổi) |         | Label PME     |
| 11 | TV | Gaston Kibiti             | 11 tháng 8, 1974 (17 tuổi)  |         | Pigeon Vert   |
| 12 | TĐ | Sylvère Boungou           | 20 tháng 6, 1975 (16 tuổi)  |         | Inter Club    |
| 13 | HV | Assane Tope               | 18 tháng 12, 1975 (15 tuổi) |         | Label PME     |
| 14 | TV | Francis Makaya            | 12 tháng 8, 1975 (16 tuổi)  |         | Juventus      |
| 15 | TV | Frédéric Ntontomona       | 28 tháng 8, 1974 (16 tuổi)  |         | Club 57       |
| 16 | TM | Jean Goma-Boumba          | 29 tháng 8, 1974 (16 tuổi)  |         | US Agip       |
| 17 | HV | Patrick Kombo             | 30 tháng 4, 1975 (16 tuổi)  |         | Club 57       |
| 18 | TV | Emanuel Moussounda-Mpassi | 17 tháng 3, 1975 (16 tuổi)  |         | CARA          |

### Qatar
Huấn luyện viên:  José Roberto Avila
| Số | Vt | Cầu thủ                 | Ngày sinh (tuổi)            | Số trận | Câu lạc bộ |
| -- | -- | ----------------------- | --------------------------- | ------- | ---------- |
| 1  | TM | Hussain Al-Romaihi      | 12 tháng 9, 1974 (16 tuổi)  |         | Qatar SC   |
| 2  | HV | Jassim Al-Tamimi        | 10 tháng 8, 1974 (17 tuổi)  |         | Al-Wakrah  |
| 3  | HV | Khalil Al-Mazroei       | 1 tháng 10, 1974 (16 tuổi)  |         | Al-Wakrah  |
| 4  | HV | Ali Al-Haj              | 12 tháng 10, 1974 (16 tuổi) |         | Al-Arabi   |
| 5  | HV | Khalid Al-Kuwari        | 5 tháng 12, 1974 (16 tuổi)  |         | Al-Shamal  |
| 6  | HV | Rayed Al-Boloushi       | 15 tháng 10, 1974 (16 tuổi) |         | Al-Arabi   |
| 7  | TĐ | Ahmed Al Shafi          | 25 tháng 9, 1974 (16 tuổi)  |         | Al-Rayyan  |
| 8  | TV | Ali Al-Ali              | 23 tháng 12, 1974 (16 tuổi) |         | Al-Sadd    |
| 9  | TĐ | Mohamed Al-Bedaid       | 14 tháng 10, 1974 (16 tuổi) |         | Al-Rayyan  |
| 10 | TĐ | Mohammed Salem Al-Enazi | 15 tháng 8, 1975 (16 tuổi)  |         | Al-Rayyan  |
| 11 | TĐ | Yousuf Al-Wadaani       | 27 tháng 11, 1974 (16 tuổi) |         | Al-Ahli    |
| 12 | TM | Essa Abu                | 28 tháng 2, 1975 (16 tuổi)  |         | Al-Arabi   |
| 13 | HV | Ahmed Bu                | 25 tháng 10, 1974 (16 tuổi) |         | Qatar SC   |
| 14 | TV | Yousuf Al-Kuwari        | 10 tháng 10, 1974 (16 tuổi) |         | Al-Arabi   |
| 15 | TV | Ali Al-Malki            | 20 tháng 9, 1974 (16 tuổi)  |         | Qatar SC   |
| 16 | TĐ | Khalil Al-Malki         | 11 tháng 9, 1974 (16 tuổi)  |         | Al-Arabi   |
| 17 | TV | Khalid Al-Naemi         | 23 tháng 9, 1974 (16 tuổi)  |         | Qatar SC   |
| 18 | TV | Ghanim Al-Kuwari        | 11 tháng 9, 1974 (16 tuổi)  |         | Qatar SC   |

### Úc
Huấn luyện viên:  Les Scheinflug
| Số | Vt | Cầu thủ              | Ngày sinh (tuổi)            | Số trận | Câu lạc bộ                    |
| -- | -- | -------------------- | --------------------------- | ------- | ----------------------------- |
| 1  | TM | Steven Wardle        | 16 tháng 11, 1974 (16 tuổi) |         | South Melbourne               |
| 2  | HV | João Pires           | 20 tháng 9, 1974 (16 tuổi)  |         | Adelaide Hellas               |
| 3  | HV | Tony Josevski        | 3 tháng 3, 1975 (16 tuổi)   |         | St. George                    |
| 4  | HV | Aaron Healey         | 24 tháng 11, 1974 (16 tuổi) |         | South Melbourne               |
| 5  | HV | Craig Moore          | 12 tháng 12, 1975 (15 tuổi) |         | North Star                    |
| 6  | HV | Paul Dee             | 13 tháng 8, 1974 (17 tuổi)  |         | St. George                    |
| 7  | TV | Anthony Carbone      | 13 tháng 10, 1974 (16 tuổi) |         | Australian Institute of Sport |
| 8  | TV | Fabio Macolino       | 23 tháng 8, 1974 (16 tuổi)  |         | St. George                    |
| 9  | TĐ | Vasilios Kalogeracos | 21 tháng 3, 1975 (16 tuổi)  |         | Australian Institute of Sport |
| 10 | TĐ | Alex Kiratzoglou     | 27 tháng 8, 1974 (16 tuổi)  |         | South Melbourne               |
| 11 | TĐ | Vasko Trpcevski      | 7 tháng 3, 1975 (16 tuổi)   |         | Sunshine George Cross         |
| 12 | HV | Matthew Coutouvidis  | 18 tháng 2, 1975 (16 tuổi)  |         | Salisbury United              |
| 13 | TV | Lorenzo Campagna     | 6 tháng 9, 1974 (16 tuổi)   |         | St. George                    |
| 14 | TV | Tom Haythornthwaite  | 20 tháng 9, 1974 (16 tuổi)  |         | Melita Eagles                 |
| 15 | TV | Darren Iocca         | 29 tháng 8, 1974 (16 tuổi)  |         | Marconi Stallions             |
| 16 | TĐ | Paul Agostino        | 9 tháng 6, 1975 (16 tuổi)   |         | Adelaide Hellas               |
| 17 | HV | Dominic Usalj        | 22 tháng 8, 1974 (16 tuổi)  |         | St. George                    |
| 18 | TM | Geof Callinan        | 10 tháng 8, 1974 (17 tuổi)  |         | Adamstown Rosebuds            |

### México
Huấn luyện viên:  Juan Manuel Álvarez
| Số | Vt | Cầu thủ         | Ngày sinh (tuổi)            | Số trận | Câu lạc bộ  |
| -- | -- | --------------- | --------------------------- | ------- | ----------- |
| 1  | TM | Víctor Silva    | 23 tháng 11, 1975 (15 tuổi) |         | América     |
| 2  | HV | José Maldonado  | 30 tháng 8, 1974 (16 tuổi)  |         | Atlas       |
| 3  | HV | Jorge Avendaño  | 2 tháng 11, 1974 (16 tuổi)  |         | Cruz Azul   |
| 4  | HV | Genoni Martínez | 22 tháng 2, 1975 (16 tuổi)  |         | América     |
| 5  | HV | Rafael Astivia  | 9 tháng 4, 1975 (16 tuổi)   |         | América     |
| 6  | TV | Luís Alcocer    | 8 tháng 8, 1974 (17 tuổi)   |         | Guadalajara |
| 7  | TV | Joel Sánchez    | 17 tháng 8, 1974 (16 tuổi)  |         | Guadalajara |
| 8  | TV | Mario Garza     | 5 tháng 12, 1974 (16 tuổi)  |         | Monterrey   |
| 9  | TĐ | Roberto García  | 26 tháng 5, 1975 (16 tuổi)  |         | Tecos UAG   |
| 10 | TV | Rafael García   | 14 tháng 8, 1974 (17 tuổi)  |         | UNAM        |
| 11 | TĐ | Carlos Cantú    | 13 tháng 12, 1975 (15 tuổi) |         | UANL        |
| 12 | TM | Rubén Salas     | 4 tháng 8, 1974 (17 tuổi)   |         | Veracruz    |
| 13 | TĐ | Jorge Toledano  | 2 tháng 2, 1975 (16 tuổi)   |         | América     |
| 14 | HV | Rodolfo Vega    | 4 tháng 12, 1974 (16 tuổi)  |         | UNAM        |
| 15 | TV | Johan Rodríguez | 15 tháng 8, 1975 (16 tuổi)  |         | Cedros      |
| 16 | HV | Omar Rodríguez  | 15 tháng 8, 1975 (16 tuổi)  |         | Cedros      |
| 17 | TĐ | Pedro Resendiz  | 15 tháng 12, 1974 (16 tuổi) |         | Cruz Azul   |
| 18 | TV | Mario Trevino   | 11 tháng 9, 1975 (15 tuổi)  |         | UANL        |

## Bảng C

### Sudan
Huấn luyện viên:  Abdel Aziz Suliman
| Số | Vt | Cầu thủ           | Ngày sinh (tuổi)            | Số trận | Câu lạc bộ  |
| -- | -- | ----------------- | --------------------------- | ------- | ----------- |
| 1  | TM | Adil Yahya        | 14 tháng 11, 1974 (16 tuổi) |         | Al-Zahra    |
| 2  | HV | Seifeldin Abdel   | 12 tháng 8, 1974 (17 tuổi)  |         | Al-Shabia   |
| 3  | HV | Mohamed Mohamed   | 6 tháng 4, 1975 (16 tuổi)   |         | Al-Ittihad  |
| 4  | TV | Hassan Hassan     | 10 tháng 3, 1975 (16 tuổi)  |         | Al-Sabahi   |
| 5  | HV | Atta Gobara       | 3 tháng 12, 1975 (15 tuổi)  |         | Al-Hilal    |
| 6  | TV | Hassan Hassan     | 1 tháng 4, 1975 (16 tuổi)   |         | Unattached  |
| 7  | TV | Esam Osman        | 20 tháng 9, 1974 (16 tuổi)  |         | Unattached  |
| 8  | TV | Mohamed Ahmed     | 11 tháng 9, 1974 (16 tuổi)  |         | Al-Hilal    |
| 9  | HV | Abdelwahab Belal  | 4 tháng 12, 1974 (16 tuổi)  |         | Unattached  |
| 10 | TV | Ibrahim Hussein   | 25 tháng 9, 1975 (15 tuổi)  |         | Al-Merreikh |
| 11 | TĐ | Nemairi Saeed     | 13 tháng 12, 1974 (16 tuổi) |         | Al-Hilal    |
| 12 | TV | Husham Abdelhai   | 26 tháng 3, 1975 (16 tuổi)  |         | Al-Merreikh |
| 13 | TĐ | Mustafa Komi      | 13 tháng 8, 1974 (17 tuổi)  |         | Al-Shabia   |
| 14 | HV | Osama Ahmed       | 5 tháng 4, 1975 (16 tuổi)   |         | Unattached  |
| 15 | TV | Khalid El Mustafa | 25 tháng 7, 1975 (16 tuổi)  |         | Al-Merreikh |
| 16 | HV | Mustafa Abdalla   | 9 tháng 8, 1974 (17 tuổi)   |         | Al-Hilal    |
| 17 | TĐ | Eltag Adam        | 2 tháng 8, 1974 (17 tuổi)   |         | Al-Abasiya  |
| 18 | TM | Ali Hassan        | 2 tháng 3, 1975 (16 tuổi)   |         | Al-Ittihad  |

### UAE
Huấn luyện viên:  Ishao Benjamin Zia
| Số | Vt | Cầu thủ         | Ngày sinh (tuổi)            | Số trận | Câu lạc bộ      |
| -- | -- | --------------- | --------------------------- | ------- | --------------- |
| 1  | TM | Juma Rashed     | 12 tháng 12, 1972 (18 tuổi) |         | Al-Shabab       |
| 2  | HV | Mukhtar Khalil  | 14 tháng 11, 1974 (16 tuổi) |         | Al-Wasl         |
| 3  | TV | Munzir Hassan   | 12 tháng 1, 1975 (16 tuổi)  |         | Al-Wasl         |
| 4  | HV | Khalid Abdullah | 25 tháng 12, 1974 (16 tuổi) |         | Al-Wasl         |
| 5  | TV | Adel Mohamed    | 15 tháng 11, 1974 (16 tuổi) |         | Al-Ittihad      |
| 6  | HV | Ali Abdulrahman | 13 tháng 11, 1974 (16 tuổi) |         | Al-Shabab       |
| 7  | HV | Adnan Saleh     | 4 tháng 9, 1974 (16 tuổi)   |         | Al-Wahda        |
| 8  | HV | Ali Mubarak     | 23 tháng 12, 1974 (16 tuổi) |         | Al-Wahda        |
| 9  | TĐ | Ahmed Jumaa     | 16 tháng 11, 1974 (16 tuổi) |         | Al-Wasl         |
| 10 | TV | Gholam Ali      | 3 tháng 9, 1974 (16 tuổi)   |         | Al-Wasl         |
| 11 | TĐ | Jamal Ibrahim   | 22 tháng 11, 1974 (16 tuổi) |         | Al-Sharjah      |
| 12 | TĐ | Eissa Jumaa     | 17 tháng 11, 1974 (16 tuổi) |         | Al-Nasr         |
| 13 | TV | Saeed Khamees   | 8 tháng 12, 1975 (15 tuổi)  |         | Al-Arabi        |
| 14 | TV | Nasser Eissa    | 23 tháng 11, 1974 (16 tuổi) |         | Al-Wasl         |
| 15 | TĐ | Salim Mubarak   | 28 tháng 12, 1974 (16 tuổi) |         | Al-Nasr         |
| 16 | TV | Adel Khamees    | 6 tháng 9, 1974 (16 tuổi)   |         | Al-Wahda        |
| 17 | TM | Salim Ahmed     | 19 tháng 10, 1974 (16 tuổi) |         | Al Khaleej Club |
| 18 | HV | Faiz Ismail     | 19 tháng 11, 1975 (15 tuổi) |         | Al-Wahda        |

### Đức
Huấn luyện viên:  Fritz Bischoff
| Số | Vt | Cầu thủ           | Ngày sinh (tuổi)            | Số trận | Câu lạc bộ          |
| -- | -- | ----------------- | --------------------------- | ------- | ------------------- |
| 1  | TM | Christian Fiedler | 27 tháng 3, 1975 (16 tuổi)  |         | Hertha BSC          |
| 2  | HV | Markus Schenk     | 26 tháng 8, 1974 (16 tuổi)  |         | FC Berlin           |
| 3  | HV | Jens Rasiejewski  | 1 tháng 1, 1975 (16 tuổi)   |         | VfL Marburg         |
| 4  | HV | Lars Schiersand   | 14 tháng 2, 1975 (16 tuổi)  |         | VfL Osnabrück       |
| 5  | HV | Stefan Odenhausen | 8 tháng 9, 1974 (16 tuổi)   |         | Oestrich Iserlohn   |
| 6  | TV | Jörg Krawczyk     | 23 tháng 11, 1974 (16 tuổi) |         | VfL Bochum          |
| 7  | HV | Markus Bähr       | 10 tháng 9, 1974 (16 tuổi)  |         | FC Dossenheim       |
| 8  | TV | Karl-Heinz Lutz   | 8 tháng 3, 1975 (16 tuổi)   |         | Karlsruher SC       |
| 9  | TV | Christof Babatz   | 3 tháng 9, 1974 (16 tuổi)   |         | Hannover 96         |
| 10 | TV | Michael Groh      | 29 tháng 1, 1975 (16 tuổi)  |         | Eintracht Frankfurt |
| 11 | TĐ | Rafael Lehmann    | 27 tháng 9, 1974 (16 tuổi)  |         | Borussia Dortmund   |
| 12 | TM | Karsten Kusch     | 29 tháng 11, 1974 (16 tuổi) |         | Rot-Weiss Frankfurt |
| 13 | HV | Mirko Leuschner   | 9 tháng 10, 1974 (16 tuổi)  |         | Eintracht Frankfurt |
| 14 | TĐ | Sascha Lense      | 5 tháng 10, 1974 (16 tuổi)  |         | Eintracht Frankfurt |
| 15 | TV | Oliver Buch       | 5 tháng 9, 1974 (16 tuổi)   |         | Rot-Weiss Frankfurt |
| 16 | TĐ | Jens Sarna        | 20 tháng 9, 1974 (16 tuổi)  |         | Bayer Leverkusen    |
| 17 | TĐ | Goya Jaekel       | 25 tháng 10, 1974 (16 tuổi) |         | Hertha BSC          |
| 18 | TV | Kai Michalke      | 5 tháng 4, 1976 (15 tuổi)   |         | VfL Bochum          |

### Brasil
Huấn luyện viên:  Júlio César Leal
| Số | Vt | Cầu thủ         | Ngày sinh (tuổi)            | Số trận | Câu lạc bộ       |
| -- | -- | --------------- | --------------------------- | ------- | ---------------- |
| 1  | TM | Fábio           | 12 tháng 10, 1975 (15 tuổi) |         | Flamengo         |
| 2  | HV | Neguitão        | 1 tháng 5, 1975 (16 tuổi)   |         | Novorizontino    |
| 3  | HV | Argel           | 4 tháng 9, 1974 (16 tuổi)   |         | Internacional    |
| 4  | HV | Péricles        | 2 tháng 1, 1975 (16 tuổi)   |         | Vitória          |
| 5  | HV | Rodrigo         | 23 tháng 8, 1974 (16 tuổi)  |         | Bahia            |
| 6  | HV | Nenê            | 6 tháng 6, 1975 (16 tuổi)   |         | Juventus         |
| 7  | TĐ | Pintinho        | 10 tháng 7, 1975 (16 tuổi)  |         | Vitória          |
| 8  | TV | Yan             | 1 tháng 5, 1975 (16 tuổi)   |         | Vasco da Gama    |
| 9  | TĐ | Gian            | 25 tháng 8, 1974 (16 tuổi)  |         | Vasco da Gama    |
| 10 | TV | Adriano         | 20 tháng 9, 1974 (16 tuổi)  |         | Guaraní          |
| 11 | TĐ | Leandro         | 25 tháng 1, 1975 (16 tuổi)  |         | Atlético Mineiro |
| 12 | TM | Carlos Henrique | 1 tháng 5, 1975 (16 tuổi)   |         | Guaraní          |
| 13 | HV | Carlinhos       | 5 tháng 12, 1974 (16 tuổi)  |         | Guaraní          |
| 14 | HV | Ronaldo         | 9 tháng 10, 1974 (16 tuổi)  |         | São Paulo        |
| 15 | TV | Víctor          | 3 tháng 11, 1974 (16 tuổi)  |         | Vasco da Gama    |
| 16 | TV | Elenílson       | 28 tháng 4, 1975 (16 tuổi)  |         | Fluminense       |
| 17 | TV | Wamberto        | 13 tháng 12, 1974 (16 tuổi) |         | Sampaio Corrêa   |
| 18 | TĐ | Dirceu          | 27 tháng 12, 1974 (16 tuổi) |         | Internacional    |

## Bảng D

### Ghana
Huấn luyện viên:  Otto Pfister
| Số | Vt | Cầu thủ          | Ngày sinh (tuổi)            | Số trận | Câu lạc bộ          |
| -- | -- | ---------------- | --------------------------- | ------- | ------------------- |
| 1  | TM | Ben Owu          | 14 tháng 10, 1974 (16 tuổi) |         | Soccer Missionaries |
| 2  | HV | Sebastian Barnes | 18 tháng 11, 1976 (14 tuổi) |         | Hearts of Oak       |
| 3  | HV | Isaac Asare      | 1 tháng 9, 1974 (16 tuổi)   |         | Anderlecht          |
| 4  | HV | Samuel Kuffour   | 3 tháng 9, 1976 (14 tuổi)   |         | King Faisal         |
| 5  | HV | Kofi Nimo        | 1 tháng 10, 1974 (16 tuổi)  |         | Hearts of Oak       |
| 6  | TV | Mohammed Gargo   | 19 tháng 6, 1975 (16 tuổi)  |         | Real Tamale United  |
| 7  | TĐ | Yaw Preko        | 8 tháng 9, 1974 (16 tuổi)   |         | Hearts of Oak       |
| 8  | TĐ | Nii Lamptey      | 10 tháng 12, 1974 (16 tuổi) |         | Anderlecht          |
| 9  | TĐ | Willie Brown     | 26 tháng 10, 1974 (16 tuổi) |         | Soccer Missionaries |
| 10 | TV | Nana Opoku       | 31 tháng 8, 1974 (16 tuổi)  |         | Brong Ahafo United  |
| 11 | TV | Emmanuel Duah    | 14 tháng 11, 1976 (14 tuổi) |         | Neoplan Stars       |
| 12 | TĐ | Daniel Addo      | 6 tháng 11, 1976 (14 tuổi)  |         | Great Olympics      |
| 13 | HV | Kofi Mbeah       | 11 tháng 12, 1974 (16 tuổi) |         | Soccer Missionaries |
| 14 | TV | Abdul Migima     | 5 tháng 12, 1974 (16 tuổi)  |         | Okwawu United       |
| 15 | TV | Joseph Essien    | 17 tháng 12, 1974 (16 tuổi) |         | Soccer Missionaries |
| 16 | TV | Samuel Kissi     | 5 tháng 9, 1974 (16 tuổi)   |         | Okwawu United       |
| 17 | HV | Mark Edusei      | 29 tháng 9, 1976 (14 tuổi)  |         | King Faisal         |
| 18 | TM | Ali Jarra        | 4 tháng 10, 1976 (14 tuổi)  |         | Hearts of Oak       |

### Cuba
Huấn luyện viên:  Manuel Rodríguez
| Số | Vt | Cầu thủ            | Ngày sinh (tuổi)            | Số trận | Câu lạc bộ          |
| -- | -- | ------------------ | --------------------------- | ------- | ------------------- |
| 1  | TM | Lazaro Sánchez     | 14 tháng 12, 1974 (16 tuổi) |         | Pinar del Río       |
| 2  | HV | Eliezer Casamayor  | 2 tháng 9, 1974 (16 tuổi)   |         | Ciudad de La Habana |
| 3  | HV | Lester Armenteros  | 23 tháng 12, 1975 (15 tuổi) |         | Ciudad de La Habana |
| 4  | HV | José Piloto        | 31 tháng 8, 1974 (16 tuổi)  |         | Ciudad de La Habana |
| 5  | HV | Diomedes Rodríguez | 11 tháng 3, 1975 (16 tuổi)  |         | Holguín             |
| 6  | HV | Rafael Capo        | 1 tháng 4, 1975 (16 tuổi)   |         | Holguín             |
| 7  | TV | Osniel Silveira    | 5 tháng 8, 1974 (17 tuổi)   |         | Pinar del Río       |
| 8  | HV | Félix Roque        | 21 tháng 9, 1974 (16 tuổi)  |         | Sancti Spíritus     |
| 9  | TĐ | Luís Rodríguez     | 15 tháng 10, 1974 (16 tuổi) |         | Sancti Spíritus     |
| 10 | TĐ | Luís Marten        | 10 tháng 8, 1974 (17 tuổi)  |         | Santiago de Cuba    |
| 11 | TV | Yanko Fontanills   | 6 tháng 11, 1975 (15 tuổi)  |         | Cienfuegos          |
| 12 | TV | Abdel Ruiz         | 27 tháng 8, 1974 (16 tuổi)  |         | Villa Clara         |
| 13 | TV | Osmani Manzano     | 9 tháng 12, 1975 (15 tuổi)  |         | Holguín             |
| 14 | TV | Vladimir Sánchez   | 7 tháng 11, 1974 (16 tuổi)  |         | Santiago de Cuba    |
| 15 | TĐ | Yoel Zanetti       | 29 tháng 5, 1975 (16 tuổi)  |         | Villa Clara         |
| 16 | TĐ | Osmar Peña         | 26 tháng 11, 1974 (16 tuổi) |         | Camagüey            |
| 17 | TV | Adrobandy Padron   | 21 tháng 9, 1974 (16 tuổi)  |         | Camagüey            |
| 18 | TM | Odelin Molina      | 3 tháng 8, 1974 (17 tuổi)   |         | Villa Clara         |

### Uruguay
Huấn luyện viên:  Jesús Rodríguez Prado
| Số | Vt | Cầu thủ            | Ngày sinh (tuổi)            | Số trận | Câu lạc bộ           |
| -- | -- | ------------------ | --------------------------- | ------- | -------------------- |
| 1  | TM | Yany Rodríguez     | 19 tháng 7, 1974 (17 tuổi)  |         | Defensor             |
| 2  | HV | Diego López        | 22 tháng 8, 1975 (15 tuổi)  |         | River Plate          |
| 3  | HV | Tabaré Silva       | 30 tháng 8, 1974 (16 tuổi)  |         | Defensor             |
| 4  | HV | Marcos Madruga     | 23 tháng 8, 1974 (16 tuổi)  |         | Danubio              |
| 5  | TV | Sergio Benítez     | 26 tháng 8, 1974 (16 tuổi)  |         | River Plate          |
| 6  | HV | Gustavo Diaz       | 7 tháng 11, 1974 (16 tuổi)  |         | River Plate          |
| 7  | TĐ | Nestor Correa      | 23 tháng 8, 1974 (16 tuổi)  |         | Liverpool            |
| 8  | TV | Carlos Macchi      | 18 tháng 10, 1974 (16 tuổi) |         | Peñarol              |
| 9  | TĐ | Diego Pérez        | 10 tháng 3, 1975 (16 tuổi)  |         | Defensor             |
| 10 | TV | Javier Delgado     | 8 tháng 7, 1975 (16 tuổi)   |         | Danubio              |
| 11 | TV | Juan Martín Parodi | 22 tháng 9, 1974 (16 tuổi)  |         | Paysandú             |
| 12 | TM | Marcelo Suberbie   | 26 tháng 10, 1974 (16 tuổi) |         | Montevideo Wanderers |
| 13 | HV | Carlos Genta       | 29 tháng 1, 1975 (16 tuổi)  |         | Danubio              |
| 14 | TĐ | Diego Goñi         | 16 tháng 9, 1975 (15 tuổi)  |         | River Plate          |
| 15 | TV | Alejandro Traversa | 8 tháng 9, 1974 (16 tuổi)   |         | Defensor             |
| 16 | HV | Andrés Gonzales    | 22 tháng 5, 1975 (16 tuổi)  |         | Defensor             |
| 17 | TĐ | Oscar Silva        | 5 tháng 9, 1974 (16 tuổi)   |         | Progreso             |
| 18 | TV | Raúl Salazar       | 20 tháng 8, 1974 (16 tuổi)  |         | Rentistas            |

### Tây Ban Nha
Huấn luyện viên:  Juan Santisteban
| Số | Vt | Cầu thủ               | Ngày sinh (tuổi)            | Số trận | Câu lạc bộ          |
| -- | -- | --------------------- | --------------------------- | ------- | ------------------- |
| 1  | TM | Javier López Vallejo  | 22 tháng 9, 1975 (15 tuổi)  |         | Osasuna             |
| 2  | TV | José Gálvez           | 3 tháng 8, 1974 (17 tuổi)   |         | Mallorca            |
| 3  | HV | Carlos Castro         | 17 tháng 12, 1974 (16 tuổi) |         | Sevilla             |
| 4  | HV | César Palacios        | 19 tháng 10, 1974 (16 tuổi) |         | Osasuna             |
| 5  | HV | Quique Medina         | 14 tháng 9, 1974 (16 tuổi)  |         | Valencia            |
| 6  | HV | Ramón González        | 25 tháng 11, 1974 (16 tuổi) |         | Real Valladolid     |
| 7  | HV | Juan Carlos Gutiérrez | 9 tháng 10, 1974 (16 tuổi)  |         | Barcelona           |
| 8  | TV | Gerardo               | 7 tháng 12, 1974 (16 tuổi)  |         | Osasuna             |
| 9  | TV | Sandro                | 14 tháng 10, 1974 (16 tuổi) |         | Real Madrid         |
| 10 | TV | Pedro Velasco         | 8 tháng 10, 1974 (16 tuổi)  |         | Real Madrid         |
| 11 | TĐ | Antonio Robaina       | 30 tháng 11, 1974 (16 tuổi) |         | Las Palmas          |
| 12 | TĐ | Juan Carlos Murgui    | 15 tháng 11, 1974 (16 tuổi) |         | Barcelona           |
| 13 | TM | Álex Sánchez          | 30 tháng 12, 1974 (16 tuổi) |         | Deportivo La Coruña |
| 14 | TV | Josemi López          | 6 tháng 8, 1974 (17 tuổi)   |         | Rayo Vallecano      |
| 15 | HV | Felipe Vaqueriza      | 23 tháng 1, 1975 (16 tuổi)  |         | Real Madrid         |
| 16 | TV | Emilio Carrasco       | 14 tháng 11, 1974 (16 tuổi) |         | Pavía               |
| 17 | HV | Joyce Moreno          | 29 tháng 9, 1974 (16 tuổi)  |         | Real Madrid         |
| 18 | TĐ | Dani García           | 22 tháng 12, 1974 (16 tuổi) |         | Real Madrid         |